# Zielkontrollspiegel
Der Zielkontrollspiegel, auch Zielkontrollgerät genannt, ist ein optisches Gerät, das hauptsächlich bei der militärischen Handwaffen-Schießausbildung Verwendung findet.
Das „Gerät“ wird auf die vorhandene Visierung einer Handfeuerwaffe aufgesteckt oder fest mit dieser verbunden. Es dient dazu, dem Schießausbilder die Möglichkeit zu geben, eventuell vorhandene Zielfehler des Schützen zu erkennen und zu korrigieren.

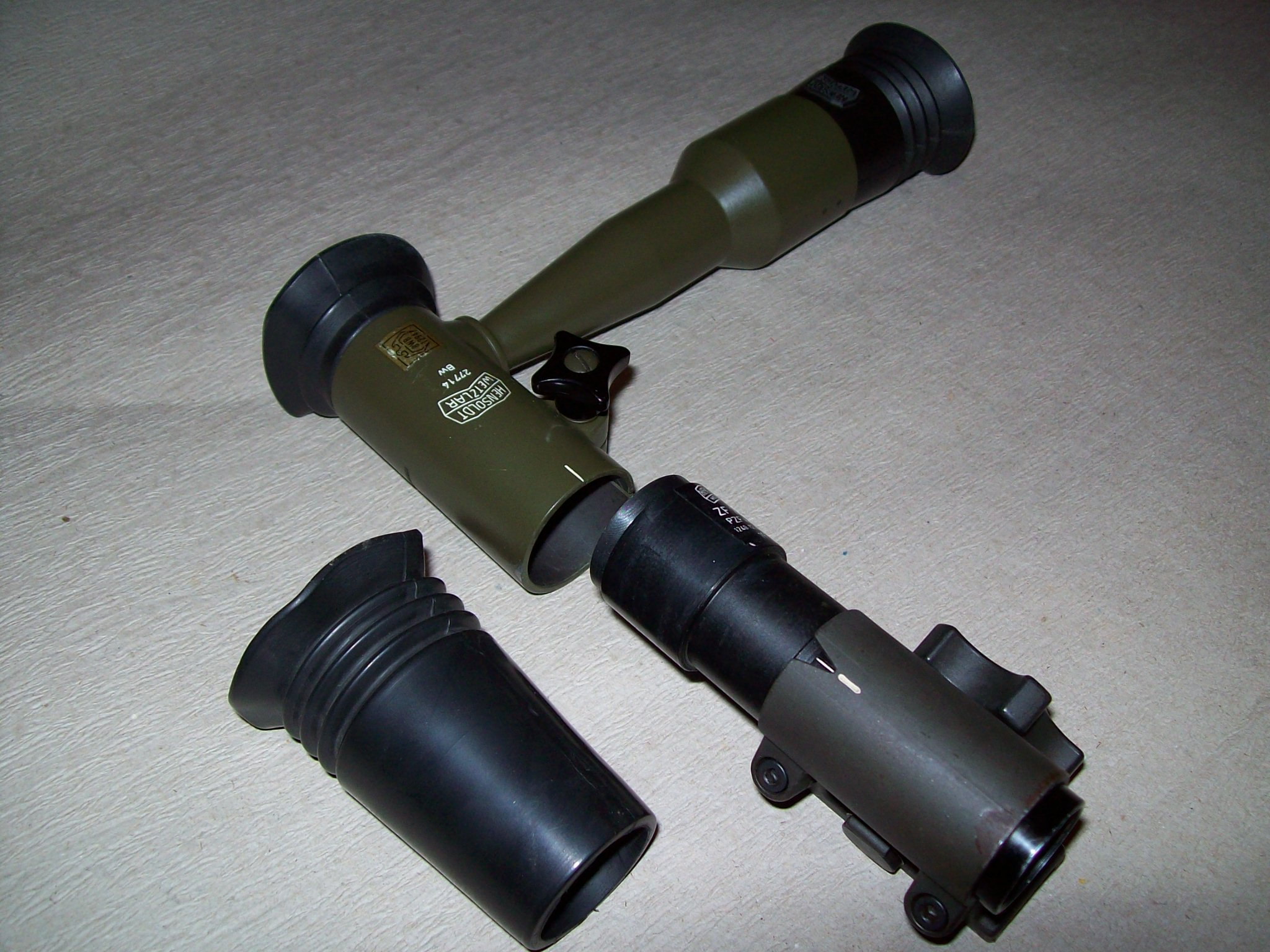
Zielkontrollspiegel (oben) und Zielfernrohr der PzFaust 44 (Lanze)

Der Zielkontrollspiegel wird auf das hintere Ende eines Zielfernrohres oder der Kimme aufgesteckt. Er besteht in den meisten Fällen aus einem Prisma, wodurch der Ausbilder aus einem 90°-Winkel, meistens von links, die Visierlinie des Schützen einsehen kann, ohne diesen beim Zielen zu behindern.
Während der Schütze über oder durch die Visierung seiner Waffe zielt, sieht der Ausbilder in den Zielkontrollspiegel und kann dem Visiervorgang des Schützen folgen. Dabei kann er entsprechende korrigierende Anweisungen erteilen.

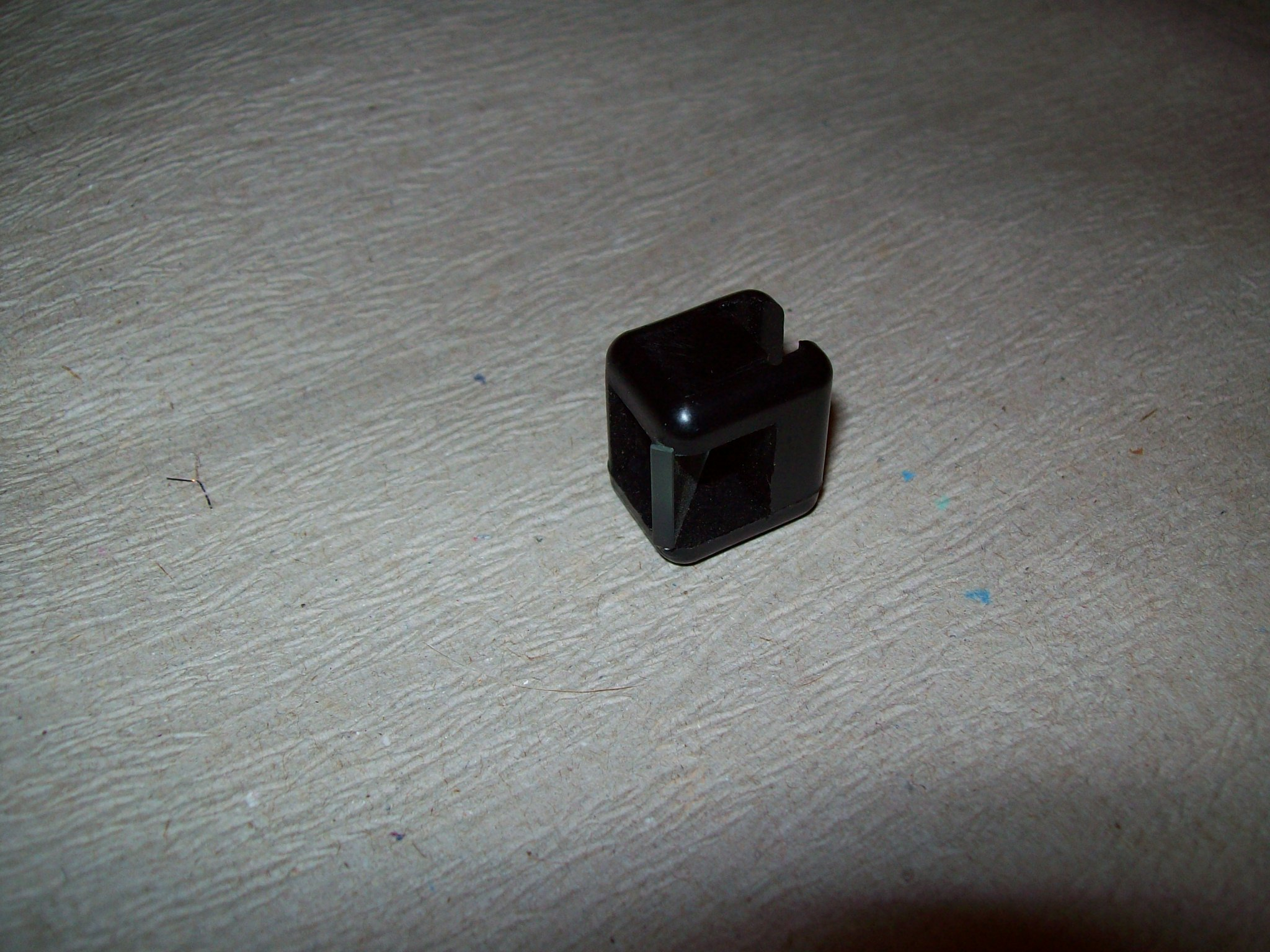
Zielkontrollhilfe des FN FAL

Bei der Bundeswehr diente ein an das Zielfernrohr angeschraubter Zielkontrollspiegel bei der Ausbildung an der leichten Panzerfaust 44-2A1. Bei der britischen und der belgischen Armee wurde ein kleiner Aufsatz eingesetzt, der auf die Kimme des Gewehres FN FAL aufgesteckt wurde.